# Хьюго из джунглей
«Хьюго из джунглей» (дат. Jungledyret Hugo) — серия мультфильмов от датской медиафраншизы, рассказывающая о приключениях антропоморфного животного Хьюго. Создана датским писателем и режиссёром Флеммингом Квист Мёллером и производством A. Film Production. На данный момент франшиза состоит из 3-х полнометражных фильмов (последний из которых - компьютерный) и одного мультсериала.    

## Мультфильмы

### Хьюго из джунглей (1993)
Хьюго из джунглей (1993) - первый фильм, рассказывающий о приключениях антропоморфного животного Хьюго.
Хьюго — по-видимому, единственное в своём роде антропоморфное животное. Юный и беззаботный, он живёт в джунглях, веселясь со своими друзьями, обезьянками Зигом и Загом, и не знающий проблем. Его идиллический образ жизни прерывается, когда он был пойман генеральным директором знаменитой кинокомпании, миллиардером Конрадом Купманном, приплывшем на дорогой яхте по Амазонке. Богач пойдёт на всё, чтобы заполучить редкого зверька для своей жены, актрисы Изабеллы Скорпио, которой он нужен для исполнения одной из главных ролей. В результате бегства, Хьюго случайно оказывается на корабле с бананами и попадает в Копенгаген. В стремлении найти дорогу домой, он знакомится с лисичкой Ритой, с которой впоследствии они становятся настоящими друзьями и даже больше, чем просто друзьями, пережив немало приключений. Рита помогает Хьюго вернуться на корабль, следовавший из Дании в Южную Америку.

### Хьюго из джунглей 2: Звезда экрана (1996)
Хьюго из джунглей: Звезда экрана - второй фильм, являющийся сиквелом первой части.
Начинается после событий первой части. Хьюго и Рита скучают друг без друга и каждый из них рассказывает своим друзьям об этом. Тем временем, у беспринципного миллиардера Конрада Купманна появилась идея вновь поймать Хьюго. Его план состоит в том, чтобы выкурить редкого зверька из джунглей. Для этого нужно вырубить часть из них, где живёт Хьюго, и поджечь. План удался и зверёк снова попадает в столицу Дании. Конрад хочет, чтобы Хьюго играл одну из главных ролей в фильме, а затем заработать на нём много денег посредством мерчандайзинга. Хьюго начинает нравиться новая жизнь кинозвезды, к чему его подружка-лисичка Рита относится с крайней неприязнью. Ведь Хьюго рождён, чтобы быть свободным! Образумившись, он понимает, что Рита ему дороже шоу-бизнеса и бежит вместе с ней, спасаясь от Конрада и его прихвостней со злыми бультерьерами. Героям удаётся запрыгнуть на поезд, чтобы уехать на юг, где они оба будут счастливы.

### Jungledyret Hugo: Мультсериал (2002—2003)
В 2002—2003 годах было выпущено 13 серий длительностью 24 минуты каждая. В них рассказывается о приключениях Хьюго и Риты между второй и третьей частями франшизы.

### Список серий
- 1. "Sydover"
- 2. "Kidnappet"
- 3. "Barneleg"
- 4. "Milliardærens legetøj"
- 5. "Jungleånden"
- 6. "Jungle ballad"
- 7. "Frikadelle mytteriet"
- 8. "Baby Hugo"
- 9. "Klovne på farten"
- 10. "Nordpå"
- 11. "Trolderi"
- 12. "Nordlys"
- 13. "Videnskabens fange"

На русский язык мультсериал не переведён.
На официальных DVD-дисках выпущен на датском, шведском, норвежском и финском языках.

### Хитрюга Джек (2007)
Третий и на данный момент последний полнометражный мультфильм. Продолжает историю о зверьке Хьюго и его подруги лисички Риты с того момента, когда они жили на острове с Чарли Фрикаделькой.

## Персонажи (главные герои)

### Хьюго
Вымышленное существо, размером с кошку, внешне похож на олинго, шерсть жёлтого цвета. Согласно мультфильму, является уникальным, редким млекопитающим, известным как Hugus Primiticus. Имеет развитую кисть с противопоставленным большим пальцем и человекоподобные ступни. Прямоходящий, но для большей скорости может передвигаться на четвереньках. Хитёр, ловок, сообразителен, легко обманывает различных животных (котов, змей, белок…), но имеет детский нрав. Питается фруктами… и не только. О родителях ничего не известно. Его лучшая подруга — Рита.
В некоторых странах (в том числе и в российском прокате) его имя переведено как Джек.

### Рита
Городская рыжая лисичка. Добрая, расчётливая, в отличие от импульсивного Хьюго всегда трезво мыслит. Сначала жила в Копенгагене с матерью, двумя младшими братьями и младшей сестрой в норе рядом с железнодорожными путями. Во второй части сбежала с Хьюго на поезде. Её отец ни разу не упомянут.